# Conrado Storani
Conrado Hugo Storani (Río Cuarto, Argentina, 13 de julio de 1923 - San Isidro, 10 de agosto de 2003), fue médico y político argentino, diputado nacional, senador nacional, dos veces Secretario de Energía, y ministro de Salud y Acción Social de la Nación.

## Biografía
Desde muy joven fue afiliado a la Unión Cívica Radical, y militó junto al radicalismo en la Universidad. Toda su familia era radical
Fue militante radical en la Universidad Nacional de Córdoba, y en esos años tempranos apoyó el Partido Reformista Universitario y la[cita requerida] Línea Córdoba de la UCR, dirigida por el exgobernador Amadeo Sabattini. 
Fuertemente contrario al gobierno de Perón, fue diputado provincial por la provincia de Córdoba. Apoyó la dictadura militar autodenominada Revolución Libertadora y fue un interlocutor asiduo de las autoridades impuestas por la misma.
Fue elegido diputado nacional en las elecciones de 1958, y se opuso al gobierno de Arturo Frondizi, aunque sin la virulencia que tuvo contra el peronismo. No obstante, fue muy crítico con la política petrolífera de Frondizi, y se especializó en temas energéticos.
En 1964, el nuevo presidente, Arturo Illia, lo nombró Secretario de Energía. En tal carácter, dirigió la política de renacionalización del petróleo, anulando las concesiones a empresas petrolíferas del período de Frondizi.[cita requerida]
Se vinculó fuertemente al dirigente radical Raúl Alfonsín, junto al cual en 1972 fue uno de los fundadores del Movimiento de Renovación y Cambio, línea interna de la UCR que enfrentaba la conducción partidaria de Ricardo Balbín. Representaban una vertiente modernizante y más popular que la de Balbín. Era el candidato a la vicepresidencia de la lista liderada por Alfonsín en las elecciones internas que fueron derrotados por Balbín. Éste fue ampliamente derrotado por Héctor Cámpora primero, y luego por Perón, en las elecciones nacionales.
Tras las elecciones nacionales de 1983, el presidente Raúl Alfonsín lo nombró Secretario de Energía. Posteriormente fue nombrado Ministro de Salud y Acción Social del mismo gobierno. En noviembre de 1985 los excedentes hídricos vencieron las defensas en Villa Epecuén, inundando el pueblo que tuvo que ser evacuado. Se ha imputado al entonces gobernador de la UCR Alejandro Armendáriz de haber ordenado sacar los sistemas de defensa que paraban el agua. Varios funcionarios radicales serían posteriormente imputados por desvío de fondos públicos que estaban destinados a las obras públicas contra las inundaciones, entre ellos el Conrado Storani,  el vicegobernador y el ministro Aldo Neri.
En 1987 fue nombrado ministro de energía, a fines de 1988 la Argentina experimentó  una de las peores crisis energéticas de su historia. Los cortes, que se extendieron por más de cuatro meses, quedaron marcados en la memoria colectiva. Durante plena crisis energética declaró asuetos administrativos, hubo canales de TV operando sólo cuatro horas diarias, bancos trabajando de 8 a 12,  y misiones de emergencia a Estados Unidos fueron algunas características. La escasez de electricidad había comenzado en abril de 1988 por lo que se realizaron cortes de luz rotativos de 5 horas por turno en ese mes. Sin embargo, con esas interrupciones no se logró solucionar el faltante energético, en diciembre se restringió a los espectáculos deportivos, la prohibición de la iluminación con fines ornamentales y la supresión de los trabajos nocturnos. La falta de energía eléctrica afectó también el abastecimiento del agua. Fue así como Obras Sanitarias de la Nación tuvo que distribuirla en tanques a las zonas del Gran Buenos Aires. Se atribuyó la crisis a la «falta de inversiones en materia de generación, expresando que en el período 1984-87 las inversiones en generación alcanzaron a u$s 28 millones cuando en realidad deberían haber sido alrededor de u$s 250 millones.
Fue uno de los encargados de recibir la Selección Argentina de Fútbol tras la obtención de la Copa del Mundo de 1986. Opuesto al plan económico conocido como Plan Austral, orientado por el ministro Juan Vital Sourrouille, renunció al cargo en 1986. Se enfrentó desde entonces con su viejo amigo Alfonsín.
Aliado del gobernador y candidato presidencial Eduardo Angeloz, en 1989 fue elegido senador nacional por la provincia de Córdoba. Su actuación tuvo un perfil relativamente bajo,[cita requerida] hasta el final de su mandato en 1998, año en que dio por terminada su vida política.

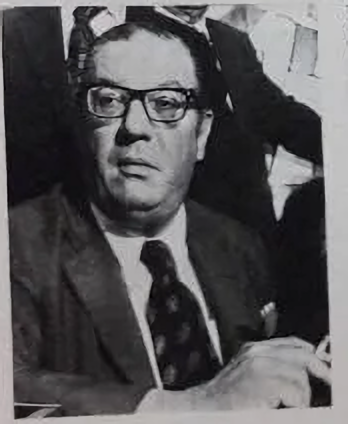
Storani en 1973. Revista Panorama.

Falleció a los 80 años en San Isidro, provincia de Buenos Aires, en el año 2003, víctima de una enfermedad cardíaca.
Había contraído matrimonio con María Julia Zabala Betbeder, hija de Teobaldo Zavala Ortiz y de María Luisa Betbeder, y por lo tanto sobrina del gobernador puntano Ricardo Zavala Ortiz y del canciller argentino Miguel Ángel Zavala Ortiz. Tenía ocho hijos, entre los cuales se destaca la exdiputada nacional María Luisa Storani (n. el 9 de marzo de 1949) y el exministro del Interior Federico Storani (n. el 5 de agosto de 1950).